# Димитър Димов (партизанин)
Вижте пояснителната страница за други личности с името Димитър Димов.
Димитър Димов Димитров (бай Даню, Танасов) е български политик от БКП. Участник е в комунистическото партизанско движение по време на Втората световна война. Командир на Шеста Ямболска въстаническа оперативна зона на т. нар. Народоосвободителна въстаническа армия (НОВА) и български офицер, генерал-майор.

## Биография

### Произход, образование и младежки години
Димитър Димов е роден на 22 януари 1903 година в село Търново, Одринска Тракия, в семейство на селски работници, които емигрират в България и се установяват в Ямбол. Завършва Ямболската педагогическа гимназия и започва работа като учител.
Член е на БРП (т.с.) от 1922 година. Участва в подготовката на Септемврийското въстание (1923), за което е арестуван и осъден по Закона за защита на държавата. Присъдата излежава в Плевенския и Варненския затвор. Амнистиран е на 22 февруари 1924 година и се включва активно в изграждането на военната организация в града, в която е командир на чета. През 1925 година става секретар на партийната организация в град Ямбол, но се проваля и е осъден на 15-годишен затвор (1925 – 1940). В периода 1930 – 1940 година е избиран многократно в ръководството на затворническата партийна организация.
Участва в Испанската гражданска война (1936 – 1939).

#### Втората световна война
След завръщането си в България работи като учител. От 1941 година участва в Съпротивителното движение. Между 1940 – 1942 година е член и секретар на Окръжния комитет на БРП (т.с.) в Ямбол и в нелегалност от 1942 г. Организатор е на комунистическото движение в Ямболско и секретар на Окръжното ръководство на БРП (т.с.) между 1942 – 1943 г. Командир е на Шеста Ямболска въстаническа оперативна зона на НОВА и партизанин от Партизански отряд „Смърт на фашизма“ и Партизански отряд „Хаджи Димитър“.

### Професионална кариера след 1944 г.
След 9 септември 1944 година е Областен директор на Министерството на вътрешните работи в Бургас. Български офицер, генерал-майор.
Избран за член на ЦК на БРП (к.) (1945) г. От 27 ноември 1945 до 27 декември 1948 г. и от 4 август 1949 до 4 февруари 1968 година е кандидат-член на Политбюро на ЦК на БРП (к.). Завеждащ организационния отдел на ЦК на БРП (1946 – 1947) и физкултурния отдел. Между 20 октомври 1949 и 8 ноември 1950 г. е секретар на ЦК на БКП.
Посланик на България в Китай (1945 – 1946) и Виетнам (1955 – 1956). Председател на Комисията за държавен контрол от 1949 до 1957 година. и член на Президиума на Народното събрание на Народна република България от 10 януари 1954 г. до смъртта си. Народен представител между 1954 – 1968.
Умира на 4 февруари 1968 година в София.

## Награди
На 21 февруари 1963 г. е удостоен със званието „Герой на социалистическия труд“ с връчена му „Златна звезда“ и орден „Георги Димитров“, по случай 60-годишнината му.